# Kaporna
Kaporna (horvátul: Koprivna) falu Horvátországban, Eszék-Baranya megyében. Közigazgatásilag Sodolovcéhez tartozik.

## Fekvése
Eszéktől légvonalban 17, közúton 20 km-re délre, Diakovártól 19 km-re északkeletre, községközpontjától 1 km-re északnyugatra, Szlavónia közép-keleti részén, a Szlavóniai-síkságon, Sodolovce és Haraszti között fekszik.

## Története
A régészeti leletek tanúsága szerint területe már az őskorban is lakott volt. A „Vodenčina” nevű lelőhelyen az újkőkorszak korai és középső szakaszában virágzott Sopot-Bicske kultúra leleteit, cseréptöredékeket, csont- és kőszerszámokat találtak.
A település első említése a Ják nemzetség osztálylevelében 1259-ből származik „Kopurna” alakban. Az okirat szerint Ják nembeli Márton ispán (a jáki templom építtetője) fia Márton, akit szintén ispánként neveznek meg, még az irat kiállítása előtt, egy közelebbről nem ismert időpontban kapornai részét Jakab ispán fiainak, Istvánnak és Bertalannak adta, azok birtokáért, Dabrapatak föld részéért cserébe. Néhány történész (Lejla Dobronić) szerint a birtok korábban a johanniták dobszai birtokához tartozott. 1293-ban a Kórógyiak és Tamás boszniai püspök közötti perrel kapcsolatban szerepel.  Az 1332 és 1337 között kelt pápai tizedjegyzék már említi a plébánosait is. 1352-ben „Kapurna” néven említik abban az oklevélben, melyben Miklós nádor előtt Korógyi Fülpös három fia a Szombathely, Eszék, Nádasd, Kapurna és Chapa nevű örökölt birtokokon megosztoznak. 1364-ben „Kaporna” néven említik, de még 1697-ben is Kapornának nevezik. A középkorban a Kórógyi család birtoka volt. Feltételezhetően a középkori település maradványait találták meg a falu melletti „Udovičko polje” lelőhelyen, ahol számos középkori cseréptöredék, építőanyag, valamint a helyiek elmondása szerint középkori szerszámok és fegyverek is előkerültek. A török 1536-ban szállta meg és több, mint 150 évi uralma után 1687-ben szabadult fel a török uralom alól. A Szent György templomot 1702-ben jó állapotú, fedett épületként írták le. 1697-ben a még reformátusok használták. 1609-ben az egyik református prédikátor, Nyárádi Ferenc (Franciscvs Naradi) a szentélyben máig láthatóan bekarcolta a nevét a falba.
A 18. század során a falu etnikai összetétele a szerbek betelepítése miatt megváltozott. A templomot a szerbek 1757-ben ortodox templommá alakították át és Mária születésének (Kisboldogasszony) szentelték. Az első katonai felmérés térképén „Koprivna” néven található. Lipszky János 1808-ban Budán kiadott repertóriumában „Koprivna” néven szerepel.
Nagy Lajos 1829-ben kiadott művében „Koprivna” néven 49 házzal, 282 ortodox vallású lakossal találjuk. A 19. század második felében a környező földek megművelésére magyar és német családokat telepítettek ide.
1857-ben 207, 1910-ben 372 lakosa volt. Verőce vármegye Eszéki járásának része volt. Az 1910-es népszámlálás adatai szerint lakosságának 68%-a szerb, 12%-a horvát, 10%-a magyar, 9%-a német anyanyelvű volt. Az első világháború után 1918-ban az új szerb-horvát-szlovén állam, majd később (1929-ben) Jugoszlávia része lett. A második világháború idején a partizánok a német és magyar lakosságot elűzték. Helyükre a háború után szerbek és horvátok települtek. 1991-től a független Horvátországhoz tartozik. 1991-ben lakosságának 73%-a szerb, 22%-a horvát nemzetiségű volt. 2011-ben a falunak 113 volt.

## Lakossága
| Lakosság változása | Lakosság változása | Lakosság változása | Lakosság változása | Lakosság változása | Lakosság változása | Lakosság változása | Lakosság változása | Lakosság változása | Lakosság változása | Lakosság változása | Lakosság változása | Lakosság változása | Lakosság változása | Lakosság változása | Lakosság változása |
| ------------------ | ------------------ | ------------------ | ------------------ | ------------------ | ------------------ | ------------------ | ------------------ | ------------------ | ------------------ | ------------------ | ------------------ | ------------------ | ------------------ | ------------------ | ------------------ |
| 1857               | 1869               | 1880               | 1890               | 1900               | 1910               | 1921               | 1931               | 1948               | 1953               | 1961               | 1971               | 1981               | 1991               | 2001               | 2011               |
| 207                | 282                | 271                | 311                | 375                | 372                | 351                | 370                | 294                | 274                | 304                | 248                | 231                | 219                | 155                | 113                |

## Gazdaság
A helyi gazdaság alapja a mezőgazdaság és az állattartás.

## Nevezetességei
A temetőben álló a Legszentebb Istenanya születése (Kisboldogasszony) pravoszláv templom középkori eredetű. Az épület nem más, mint a falu középkori plébániatemploma. Keletelt, későromán, egyhajós épület, a hajónál némileg keskenyebb, félköríves apszissal. Téglából épült, tornya eredetileg nem volt, bejárata a déli oldalon található. A hajót dongaboltozat, a szentélyt félkupola fedi. Építési ideje nem ismert. A templom középkori építéstörténete nem tisztázott, de építési jegyei alapján valószínűsíthető, hogy szentélyét ismeretlen időpontban átépítették és megmagasították. Az újabb időkben az eredeti románkori kapu helyén alakították ki a mai bejáratot. Ekkor építették a nyugati homlokzat főlé a barokk harangtornyaot. A templom ablakait szintén elfalazták, ezeket később a restaurátorok bontották ki. Különleges értékei a középkori freskók, amelyek véletlenül kerültek elő a délszláv háború pusztítása nyomán. A harcokban megsemmisült a templom tetőzete, beomlott a szentély és felrobbant benne egy aknagránát, amelynek a szilánkjai felsértették az újkori belső meszelést, így láthatóvá váltak a középkori kifestés nyomai. Az apszisban 2006-ban Kollár Tibor, a dél-magyarországi középkori építészetről szóló tanulmánykötet szerkesztője a kötet előkészítő munkálatai során fedezte fel a Máriát a kisdeddel ábrázoló faliképet. A szentélyben látható még Mihály arkangyal és Gábriel arkangyal, valamint szentek mára töredékes ábrázolása is. A freskók kivitelezése nagy kvalitású középkori, feltehetőleg 13. századi mesterre vall. A freskókat a felfedezés után Eszékről érkező restaurátorok stabilizálták, majd a szentélyre, később pedig a hajóra is védőtetőt helyeztek. Az újjáépítési munkálatok 2009-ben kezdődtek a régészeti feltárással és 2012-ben fejeződtek be. A templom ma kitűnő állapotban, megújítva áll.
A falu melletti „Udovičko polje” lelőhelyről származó régészeti leletek arra utalnak, hogy itt is létezett egy középkori település és temetője. A helyszínen rendszeresen középkori kerámia és építőanyagok töredékeit szántják ki a földből, melyek között a helyiek szerint középkori fegyverek és szerszámok előkerültek.